# W.K.C. Guthrie
William Keith Chambers Guthrie (ur. 1 sierpnia 1906 w Londynie, zm. 17 maja 1981) – szkocki historyk filozofii i badacz kultury starożytnej. Znany przede wszystkim dzięki 6-tomowemu dziełu History of Greek Philosophy.

## Życiorys
Tak jego ojciec Charles Jameson Guthrie, jak i matka pochodzili ze Szkocji. Rodzina Guthriego odznaczała się żarliwą protestancką religijnością. Studiował w Dulwich College, a od 1925 dzięki stypendium w Trinity College na Uniwersytecie Cambridge. Był wyróżniającym się studentem, zdobył wiele nagród za osiągnięcia naukowe.
W 1929 uczestniczył w ekspedycji badawczej do Anatolii i po raz pierwszy zwiedził Grecję. Także w kolejnych latach uczestniczył w badaniach W.M. Calder nad anatolijską epigrafiką, zostając jej asystentem – rezultaty badań zostały opublikowane przede wszystkim w Monumenta Asiae Minoris Antiqua IV (1933). W 1930 został członkiem (bye-fellow) college'u Peterhouse, a w 1932 uzyskała felllowship tego college'u.
W 1935 wydał swoją pierwszą książkę, Orpheus and Greek Religion, traktującą o orfizmie. Powstała ona na fali zainteresowania orfizmem po wydaniu przez Otto Kerna dzieła Orphicorum fragmenta (1922), która na tle tego entuzjazmu odznaczała się wyważeniem oceny znaczenia orfików dla kultury greckiej. Kolejnym jego dziełem było wydanie i przekład dzieła Arystotelesa O niebie (w serii Loeb) – stawiał przy tym wbrew Wernerowi Jaegerowi tezę, że Arystoteles do końca życia podzielał Platońskie przekonanie o boskości ciał niebieskich.
W związku z pełnionymi w uniwersytecie funkcjami administracyjnymi doprowadził do tego, że nie odbył się planowany w Cambridge masowy wiec zwolenników Oswalda Mosleya. W czasie drugiej wojny światowej pracował w wywiadzie – w Londynie, St Albans, a od 1943 w Stambule, gdzie przydatna była jego znajomość języka tureckiego. W 1946 powrócił do wykładów, pełniąc różnorodne funkcje akademickie.
W latach 1950 wydał The Greek Philosophers from Thales to Aristotle, dzieło o charakterze podręcznikowym, i The Greeks and their Gods, pracę koncentrującą się zwłaszcza na relacji między śmiertelnikami a nieśmiertelnymi bogami w religii greckiej.
Nad swoim magnum opus, A History of Greek Philosophy, pracował przede wszystkim na emeryturze. Dzieło to zostało zaproponowane przez syndyków Cambrige University Press z racji braku w języku angielskim odpowiednio rozległego podręcznika obejmującego całość historii filozofii starożytnej, gdyż przetłumaczone na angielski dzieło Theodora Gomperza Griechische Denker. Geschichte der antiken Philosophie było już przestarzałe. Guthrie pisał swój podręcznik do śmierci, zdołał doprowadzić go jednak jedynie do Arystotelesa. A History of Greek Philosophy cechuje się znacznymi walorami dydaktycznymi, prezentuje możliwie liczne stanowiska uczonych na poszczególne zagadnienia, starając się przy tym wyrażać poglądy wyważone i pośrednie, przy całej swojej rozległości napisana jest przystępnie, i jako taka do dziś pozostaje jednym z podstawowych podręczników historii filozofii starożytnej.

## Wybrane dzieła
- Orpheus and Greek Religion (1935)
- The Greek Philosophers from Thales to Aristotle (1950)
- The Greeks and their Gods (1950)
- Protagoras and Meno (1956) – przekład dialogów Platona
- In the Beginning (1965)
- On the Heavens (1969) – przekład
- The Pre-Socratics: A Collection of Critical Essays (1974)
- A History of Greek Philosophy, volume I: The Earlier Presocratics and the Pythagoreans (1962)
- A History of Greek Philosophy, volume II: The Presocratic Tradition from Parmenides to Democritus (1965)
- A History of Greek Philosophy, volume III: The Fifth-Century Enlightenment, part 1: The Sophists; part 2: Socrates (1971)
- A History of Greek Philosophy, volume IV, Plato – the Man and his Dialogues: Earlier Period (1975)
- A History of Greek Philosophy, volume V, The Later Plato and the Academy (1978)
- A History of Greek Philosophy, volume VI, Aristotle. An Encounter (1981)